# Козлов, Григорий Иванович (государственный деятель)
Григо́рий Ива́нович Козло́в (1912, дер. Торошковичи, Санкт-Петербургская губерния — 7 апреля 1968, Ленинград) — советский государственный и политический деятель, председатель Ленинградского областного исполнительного комитета (1961—1968).

## Биография
В 1930 году окончил Мордвиновский техникум животноводства (Ленинградская область), в 1932 — Ленинградские высшие зоотехнические курсы.
В 1932—1944 годы работал зоотехником, старшим и главным зоотехником совхоза, заместителем управляющего, управляющим свиноводческим трестом в Ленинградской области. В 1943 году вступил в ВКП(б).
С 1944 года работал в Ленинградском обкоме ВКП(б), с 1946 — на советской работе. В 1955—1959 годы — начальник Главного управления совхозов Ленинградской зоны, с 1959 по октябрь 1961 года — начальник Ленинградского областного управления сельского хозяйства.
С октября 1961 по январь 1963 года — председатель Исполнительного комитета Ленинградского областного Совета; одновременно (7.12.1962 — 15.1.1963) — председатель Организационного бюро по сельскохозяйственному производству Ленинградского обкома КПСС. В период административной реформы — 1-й секретарь Ленинградского сельского обкома КПСС (15.1.1963 — 15.12.1964). С декабря 1964 года до конца жизни — председатель исполкома Леноблсовета.
Был избран депутатом (от Ленинградской области) Совета Союза Верховного Совета СССР 6-го (1962—1966) и 7-го (с 1966) созывов. Член Центральной ревизионной комиссии КПСС (31.10.1961 — 29.3.1966), кандидат в члены ЦК КПСС (с 8.4.1966).
Похоронен на Богословском кладбище.

## Награды
- Орден Ленина[2]
- два ордена Трудового Красного Знамени
- два ордена "Знак Почета"
- медаль "За трудовую доблесть"[3].

## Память
Имя Г. И. Козлова носит улица в Кировском районе Петербурга, на одном из домов которой установлена памятная доска с текстом: «Козлов Григорий Иванович (1912—1968) — председатель Исполкома Ленинградского областного Совета депутатов трудящихся в 1961—1968 годах».